# Мерлін Хадзі
Мерлін Хадзі (нім. Merlin Hadzi, нар. 17 вересня 1998, Суботиця) — швейцарський футболіст, півзахисник мальтійського клубу «Хамрун Спартанс».
Виступав також за «К'яссо» та юнацьку збірну Швейцарії..
Дворазовий володар Кубка Ліхтенштейну. 

## Клубна кар'єра
Народився 17 вересня 1998 року в сербській Суботиці. Дитиною переїхав до Швейцарії, де займався футболом у структурі команд «Тічино» та «Янг Бойз».
У дорослому футболі дебютував 2018 року виступами на рівні швейцарської Челендж-ліги за команду «Рапперсвіль-Йона», в якій провів один сезон, взявши участь у 22 матчах чемпіонату. 
В подальшому продовжував змагатися на рівні другого швейцарського дивізіону, захищаючи кольори «К'яссо», «Лозанна Уші» та «Вадуца». У складі останнього також грав на Кубок Ліхтенштейну, який двічі, у 2023 і 2024 роках, завойовував.  
Протягом 2024—2025 років знову грав за «Рапперсвіль-Йона», після чого пограв за «Парадізо», звідки того ж 2025 року перебрався до лав мальтійського «Хамрун Спартанс». 

## Виступи за збірні
2015 року дебютував у складі юнацької збірної Швейцарії (U-18), загалом на юнацькому рівні взяв участь у 7 іграх, відзначившись 2 забитими голами.

## Статистика виступів

### Статистика клубних виступів
Станом на 28 жовтня 2022
| Сезон             | Команда            | Чемпіонат         | Чемпіонат | Чемпіонат | Національний кубок | Національний кубок | Національний кубок | Континентальні кубки | Континентальні кубки | Континентальні кубки | Інші змагання | Інші змагання | Інші змагання | Усього | Усього | Усього |
| Сезон             | Команда            | Ліга              | Ігор      | Голів     | Ліга               | Ігор               | Голів              | Ліга                 | Ігор                 | Голів                | Ліга          | Ігор          | Голів         | Ігор   | Голів  |        |
| ----------------- | ------------------ | ----------------- | --------- | --------- | ------------------ | ------------------ | ------------------ | -------------------- | -------------------- | -------------------- | ------------- | ------------- | ------------- | ------ | ------ | ------ |
| 2018–19           | «Рапперсвіль-Йона» | ЧЛ                | 22        | 3         | КШ                 | 3                  | 1                  | -                    | -                    | -                    | -             | -             | -             | 25     | 4      |        |
| 2019–20           | «К'яссо»           | ЧЛ                | 16        | 1         | КШ                 | 1                  | 0                  | -                    | -                    | -                    | -             | -             | -             | 17     | 1      |        |
| 2020–21           | «К'яссо»           | ЧЛ                | 26        | 5         | КШ                 | 1                  | 0                  | -                    | -                    | -                    | -             | -             | -             | 27     | 5      |        |
| Усього за Chiasso | Усього за Chiasso  | Усього за Chiasso | 42        | 6         |                    | 2                  | 0                  |                      | -                    | -                    |               | -             | -             | 44     | 6      |        |
| 2021–22           | «Лозанна Уші»      | ЧЛ                | 19        | 0         | КШ                 | 3                  | 0                  | -                    | -                    | -                    | -             | -             | -             | 22     | 0      |        |
| 2022–23           | «Вадуц»            | ЧЛ                | 9         | 4         | КЛ                 | 2                  | 1                  | ЛК                   | 3                    | 0                    | -             | -             | -             | 14     | 5      |        |
| Усього за кар'єру | Усього за кар'єру  | Усього за кар'єру | 92        | 13        |                    | 10                 | 2                  |                      | 3                    | 0                    |               | -             | -             | 105    | 15     |        |

## Титули і досягнення
- Володар Кубка Ліхтенштейну (2):

«Вадуц»: 2022/23, 2023/24